# Liljeholmsskolan
Liljeholmsskolan, tidigare Östra folkskolan, var en folkskola vid Östra Storgatan i Jönköping.
Jönköpings första folkskola var en lancasterskola, som öppnade 1824 och 1846 blev en folkskola. Den låg vid Kanalgatan. Efter det att Östra skolans första hus blev färdigt 1872, flyttade folkskolan dit. Den tidigare skollokalen vid Kanalgatan övertogs av Skyddsföreningen, som flyttade sitt 1862 startade daghem (skyddsskola) för barn till arbetande mödrar dit.
Den första byggnaden i den nya Östra folkskolan var den västra låga byggnaden närmast Undergången, som blev färdig 1972. Den östra halvan var för pojkar och den västra för flickor. År 1901 invigdes den högre, östra delen, som ritades av Fredrik Sundbärg. Denna har ett klocktorn med ett samtida mekaniskt tornur.
Skolan lades ned på 2000-talet, och skolbyggnaderna har byggts om till bostäder för bostadsrättsföreningen Vätterbrus.